# Bohumír
Bohumír  è un nome proprio di persona ceco e slovacco maschile.

## Varianti
- Femminili: Bohumíra (ceco)[1]

### Varianti in altre lingue
- Slavo ecclesiastico: Богѹмир (Bogumir)[2]
- Sloveno: Bogomir[1]

## Origine e diffusione
È composto dagli elementi slavi bog ("dio", da cui anche Bogusław, Bogdan e Bogumił) e mer ("grande", "famoso"); il secondo elemento viene talvolta rincondotto a mir ("pace" e anche "mondo").

## Onomastico
Il nome è adespota, ovvero non è portato da alcun santo, quindi l'onomastico si festeggia ad Ognissanti, il 1º novembre.

## Persone
- Bohumír Zeman, sciatore alpino ceco